# Mohlsdorf
Mohlsdorf è una frazione di 2 812 abitanti del comune tedesco di Mohlsdorf-Teichwolframsdorf, nel circondario di Greiz (Turingia). Già comune autonomo, il 1º gennaio 2012 è stato fuso con il comune di Teichwolframsdorf per costituire il nuovo comune.